# 1993 v dopravě
Tento článek obsahuje seznam událostí souvisejících s dopravou, které proběhly roku 1993.

## Leden
- 1. ledna

  Rozdělením Československých státních drah vznikly nástupnické organizace České dráhy a Železnice Slovenskej republiky.
- 23. ledna

 Byl zahájen elektrický provoz na trati Olomouc – Nezamyslice, která byla elektrizována soustavou 3 kV DC.

## Březen
- 25. března

 V Samarském metru byla otevřena stanice Gagarinskaja.

## Duben
- 7. dubna

 Byl zahájen elektrický provoz na trati 031 v úseku Hradec Králové – Jaroměř.

## Květen
- 14. května

 Ve vozovně Střešovice bylo otevřeno Muzeum městské hromadné dopravy v Praze.
- 17. května

 Byla dokončena stavba nádraží pro vlaky Eurostar London Waterloo. Terminál začal sloužit cestujícím od listopadu 1993.
- 23. května

 Zprovozněna byla nová trať TGV známá jako TGV Nord.

## Červen
- 28. června

 Byla zahájena modernizace úseku Poříčany – Úvaly, první stavby na I. železničním tranzitním koridoru.

## Červenec
- 23. července

 Byl dokončen první úsek dálnice D8 ve směru od Prahy na sever Čech v úseku Zdiby – Úžice o stavební délce 9,6 km.

## Září
- 22. září

 Výrobci SGP a Elin představili ve výrobním závodě SGP lokomotivu řady 1014 pro ÖBB. Elektrické lokomotivy této řady jsou určeny pro provoz na napájecích systémech 15 kV 16,7 Hz a 25 kV 50 Hz.

## Říjen
- 1. října

 Snášením 1. traťové koleje v úseku Poříčany – Český Brod byla fakticky zahájena stavba I. tranzitního koridoru.
- 11. října

 Lokomotiva 363.164 byla přečíslována na 362.164. Jedná se o první lokomotivu řady 362 Českých drah, která vznikla z lokomotivy řady 363 výměnou původních podvozků za podvozky z lokomotiv řady 162.
- 27. října

 Zprovozněn nový úsek Mýto – Klabava na tehdy přednostně budované dálnici D5. Obchvat Mýta byl vybudován zatím v polovičním profilu, celý byl zprovozněn v červenci 1994. Tento nový úsek odvedl tranzitní dopravu zejména z Holoubkova a Rokycan. Měří 14 km.

## Listopad
- 13. listopadu

 V Berlínském metru byl otevřen nový úsek, vedený přímo pod před několika lety zrušenou Berlínskou zdí.

## Prosinec
- 17. prosince

 Byl zahájen elektrický provoz na trati z Nezamyslic do Přerova.
- 30. prosince

 V Samarském metru byla otevřena stanice Gagarinskaja.

## Neurčené datum
Otevřen úsek Dálnice M3 ve směru Gödöllő – Gyöngyös; v tomto roku byl též dobudován i jižní obchvat Budapešti (Dálnice M0).